# ليدي بانسي لامب
ليدي بانسي لامب (بالإنجليزية: Lady Pansy Lamb) (18 مايو 1904 - 19 فبراير 1999، لندن في المملكة المتحدة)؛ كاتِبة وروائية بريطانية.